# 丘德尼齊亞
50°37′57″N 26°39′40″E / 50.63250°N 26.66111°E
丘德尼齊亞（烏克蘭語：Чудниця），是烏克蘭西北部的村莊，隸屬里夫內州的里夫內區。該村始建於1747年，面積1.36平方公里，海拔高度198米，2022年普查人口為600人，人口密度每平方公里441.7人。